# Alberto Ohaco
Alberto Juan Ohaco, né probablement le 20 mai 1889 à Avellaneda et mort le 3 janvier 1950,,,, est un footballeur argentin des années 1910 et 1920.

## Biographie
En tant qu'attaquant, Alberto Ohaco fut international argentin à 13 reprises (1912-1918) pour 7 buts. Il participa aux deux premières éditions de la Copa América (1916 et 1917), terminant à chaque fois deuxième du tournoi. Il inscrivit deux buts dans chaque tournoi.
Il joua dans un seul club, le Racing Club de Avellaneda. Il remporta 8 fois le championnat d'Argentine (dont 7 consécutifs) et termina quatre fois meilleur buteur du championnat (1912 avec 9 buts, en 1913 avec 20 buts, en 1914 avec 20 buts et en 1915 avec 31 buts). En tout, il fit 278 matchs pour 244 buts, soit 0,88 but par match.
Il est considéré comme l'un des plus grands footballeurs argentins de tous les temps.

## Clubs
- 1912-1923 :  Racing Club de Avellaneda

## Palmarès
- Championnat d'Argentine de football

- - Champion en 1913, en 1914, en 1915, en 1916, en 1917, en 1918, en 1919 et en 1921
- Meilleur buteur du championnat argentin
  - Récompensé en 1912, en 1913, en 1914 et en 1915
- Copa América
  - Finaliste en 1916 et en 1917